# Dynamon K
Dynamon – mieszanina saletry amonowej z łatwo utleniającymi się substancjami palnymi (mączka drzewna, torf, kora sosnowa). 
Prędkość detonacji jest różna; waha się od 2100 do 3100 m/s, temperatura wybuchu od 1900 do 2750°C. Mają takie samo zastosowanie jak amonity i są do nich zbliżone siłą działania.
Skład: 90% azotan amonu, 10% mączka drzewna
Prędkość detonacji: 2800-3100 m/s, próba Trauzla: 320 cm3